# Awadh

L'Awadh (en rouge) sur la carte de l'Inde.

L'Awadh (en hindi : अवध, en ourdou : اودھ), Oudh en anglais et Aoude en français, connue avant l'indépendance de l'Inde sous le nom de Provinces unies d'Agra et d'Oudh, est une ancienne région du Nord de l'Inde, au centre de l'État actuel de l'Uttar Pradesh.

## Géographie
L'Awadh correspondait à la région occupée par les districts actuels de Ambedkar Nagar, Bahraich, Balrampur, Barabanki, Faizabad, Gonda, Hardoi, Lakhimpur Kheri, Lucknow, Pratapgarh, Raebareli, Shravasti, Sitapur, Sultanpur and Unnao dans l'Awadh et des districts de Farrukhabad, Etawah, Kannauj, Auraiya, Kanpur Nagar, Ramabai Nagar, Fatehpur, Kaushambi et Allahabad du Doab inférieur.

## Histoire
L'Awadh est conquise par les musulmans au XIIe siècle, puis devient une province de l'Empire moghol sur laquelle règne un Nawâb — un gouverneur provincial — de cet empire. Avec l'affaiblissement des institutions centrales de l'empire au XVIIIe siècle, la province et son Nawâb deviennent quasiment indépendants, formant même une principauté des Indes de 1818 à 1856. Elle signe un traité avec la Compagnie anglaise des Indes orientales en 1765, ce qui la rend vassale de la compagnie à laquelle elle cède d'ailleurs des parties importantes de son territoire. La Compagnie y recrute plusieurs de ses troupes et y maintient un résident. 
En 1856, la Compagnie masse ses troupes sur les frontières de l'Awadh avant de l'annexer formellement. Le Nawâb d'alors, Wajîd Alî Shâh, est emprisonné puis exilé. Lors de la révolte des Cipayes et de la rébellion de Lucknow qui suit en 1857, Birjis Qadr, le fils de sa quatrième épouse, la begum Hazrat Mahal, est couronné Nawâb à l'âge de onze ans. Mais après sa défaite, il s'enfuit en compagnie d'autres chefs rebelles ; ils obtiennent asile au Népal. 
Les troupes de la Compagnie recrutées dans l'État ainsi qu'une partie de la noblesse locale sont des acteurs importants de la révolte des Cipayes. L'action de la Compagnie, ainsi que le pillage consécutif à la révolte furent une cause de l'appauvrissement de la région. En 1877, l'Awadh est finalement intégré à la région d'Âgrâ pour former la « Province d'Âgrâ et d'Oudh ».
La ville de Lucknow fut la capitale de l'Awadh durant une grande partie de son histoire.

## LesNawâbde l'Awadh (1722–1856)
L'Awadh est dirigé par les Nawâbs aux XVIIIe et XIXe siècles.
Les Nawâbs sont originaires de Perse.
| Portrait | Nom officiel                              | Nom propre                             | Naissance | Règne     | Décès | notes |
| -------- | ----------------------------------------- | -------------------------------------- | --------- | --------- | ----- | ----- |
|          | Saadat Khan Burhan ul-Mulk                | Mir Muhammad Amin Musawi               | 1680      | 1722–1739 | 1739  | [ 3 ] |
|          | Abul-Mansur Khan Safdar Jung              | Muhammad Muqim                         | 1708      | 1737–1754 | 1754  |       |
|          | Shuja-ud-Daula                            | Jalal-ud-din Haider Abul-Mansur Khan   | 1732      | 1754–1775 | 1775  |       |
|          | Asaf-ud-Daula                             | Muhammad Yahya Mirza Amani             | 1748      | 1775–1797 | 1797  |       |
|          | Asif Jah Mirza                            | Wazir Ali Khan                         | 1780      | 1797–1798 | 1817  |       |
|          | Yamin-ud-Daula                            | Saadat Ali Khan II                     | 1752      | 1798–1814 | 1814  |       |
|          | Rafa'at-ud-Daula Padshah-i-Awadh          | Abul-Muzaffar Ghazi-ud-din Haydar Khan | 1769      | 1814–1827 | 1827  |       |
|          | Nasir-ud-din Haidar Shah Jahan            | Abul-Mansur Qutb-ud-din Sulaiman Jah   | 1827      | 1827–1837 | 1837  |       |
|          | Abul Fateh Moin-ud-din                    | Muhammad Ali Shah                      | 1777      | 1837–1842 | 1842  |       |
|          | Najm-ud-Daula Abul-Muzaffar Musleh-ud-din | Amjad Ali Shah                         | 1801      | 1842–1847 | 1847  |       |
|          | Begum Hazrat Mahal                        | Muhammadi Khanum                       |           |           | 1879  |       |
|          | Abul-Mansur Mirza                         | Wajid Ali Shah (en)                    | 1822      | 1847–1856 | 1887  | [ 4 ] |
|          | Birjis Qadr (en)                          | Ramzan Ali                             |           | 1845–1893 | 1893  |       |

## L'Ahwad dans la fiction
Le film indien Les Joueurs d'échecs, de Satyajit Ray, se déroule dans l'Awadh au moment de l'abdication de Wajîd Alî Shâh en 1856.
Le roman Dans la ville d'or et d'argent de Kenizé Mourad retrace la résistance et la chute de Lucknow, lors de la révolte des Cipayes, sous la conduite principalement de la Begum Hazrat Mahal.